# Charles César Baudelot de Dairval
Charles César Baudelot de Dairval (* 29. November 1648 in Paris; † 27. oder 28. Juni 1722 ebenda) war ein französischer Antiquar, Numismatiker und Gemmenforscher. Er gilt als eine der prägenden französischen Persönlichkeiten des Antiquarismus und regte mit seinen Arbeiten viele weitere derartige Forschungen in seinem Heimatland an. Für die Gemmenforschung gilt er als einer der Begründer der Wissenschaft.

## Leben und Werk
Charles César Baudelot de Dairval begann seine Ausbildung bei seinem Onkel, dem Theologen Louis Hallé, in Beauvais. Danach setzte er seine Studien an der Sorbonne bei Abbé Pierre Danet fort und widmete sich ganz den Rechtswissenschaften. Nach dem Studium wurde er als Anwalt am Parlement de Paris angestellt.
Baudelot de Dairval begann erst, sich für das Altertum zu interessieren, als er sich aus geschäftlichen Gründen in Dijon aufhielt. Hier begann er sich den Altertümern zu widmen und nahm Kontakt zu Gelehrten der Stadt auf, deren Bibliotheken er auch weidlich nutzte. Zu dieser Zeit begann er auch selbst Antiken und Bücher zu sammeln. Nach der Rückkehr nach Paris begann er sich ausschließlich seinen altertumswissenschaftlichen Studien zu widmen. Er wurde Aufseher über das königliche Münzkabinett und widmete sich seinen Publikationen zur Münz- und Gemmenkunde. Ende der 1690er Jahre wurde er Aufseher des Medaillen- und Münzkabinetts der Elisabeth-Charlotte von Orléans in Paris. Baudelot de Dairval war Mitglied der Académie des Inscriptions et Belles-Lettres.
Als Hauptwerk Baudelot de Dairvals gilt das 1686 veröffentlichte Reisebuch De l’utilité des voyages et de l’avantage que la recherche des antiquités procure aux sçavans. Es wurde in ganz Europa stark rezipiert und machte ihn auf dem Kontinent bekannt. Die Accadmia dei Ricoverati in Padua ernannte ihn daraufhin 1689 zu ihrem assoziierten Mitglied. In seinem Werk betonte Baudelot de Dairval die Bedeutung der Reise und eigenen Anschauung bei der Beurteilung und Erforschung der antiken Hinterlassenschaften. Er schloss sich Jacques Spons systematischer Einteilung der Funde in Münzen, Inschriften, Statuen, Malerei, Reliefs und Architektur an und betonte zudem neben den Münzen vor allem die Bedeutung der Gemmen. Diese teilte er in vier Klassen ein: Siegel, Schmuck, religiöse Werke und Werke, die im Zusammenhang mit dem Phalluskult standen. Er arbeitete die Bedeutung der Siegelgemmen heraus und zeigte die Bedeutung der Gemmen für die Erschließung der antiken Porträts und der Ikonografie der antiken Gottheiten. Auf Grundlage der Vorarbeiten des Sammlers Louis Chaduc (1564–1638) widmete er sich zudem den Unterschieden zwischen antiken und modernen Gemmen sowie der Qualität der Arbeiten. 1704 publizierte er seine Beschreibung der Reise des deutschen Kaufmanns und Forschers Paul Lucas durch Ägypten, die Levante und Kleinasien im Werk Voyage Du Sieur Paul Lucas Au Levant. Im Bereich der Epigraphik veröffentlichte er unter anderem die Inschrift vom Pfeiler der Nautae Parisiaci. Mit der Schrift Sur la guerre des Athéniens contre les peuples de l’île Atlantide griff er in die bis heute andauernde Diskussion um die Lokalisierung von Atlantis ein und vermutete die Insel im Atlantik.
Philipp II. von Orléans regte Baudelot de Dairvals 1717 publizierte Arbeit Lettre sur le pretendu Solon an. Hier wies er nach, dass die Inschrift Solon auf der  sogenannten Solon-Gemme aus dem Besitz von Fulvio Orsini nicht die dargestellte Person bezeichnet, sondern als Künstlersignatur zu verstehen ist. Schon 1710 hatte er Orsinis Imagines virorum illustrium ins französische übertragen. Sein Werk zur Gemme war eine herausragende wissenschaftliche Arbeit und festigte Baudelot de Dairvals Ruf als herausragender Antiquar seiner Zeit. Sie gilt bis heute als methodisch einwandfrei. Die Arbeit regte auch Philipp von Stoschs Schrift Gemmae antiquae celatae, scalptorum nominibus insignitae über Gemmensignaturen an, in dem dieser sich oft dem Urteil Baudelot de Dairvals anschloss. Die Sicherheit seiner Bewertungen erreichten erst wieder die großen Gemmenforscher der Mitte des 18. Jahrhunderts, Pierre-Jean Mariette und Lorenz Natter.

## Publikationen
- De l’utilité des voyages et de l’avantage que la recherche des antiquités procure aux sçavans. 2 Bände. Auboüin u. a., Paris 1686 (Digitalisat Band 1 und 2).
- Histoire de Ptolémée Aulètes. Dissertation sur une pierre gravée antique du cabinet de Madame. Auboüin u. a., Paris 1698, (Digitalisat).
- Voyage du sieur Paul Lucas au Levant. 2 Bände. Vandive, Paris 1704 (Digitalisat Band 1 und 2).
- Feste d'Athenes, representée sur une cornaline antique du Cabinet du Roy. Cot, Paris 1712 (Digitalisat).
- als Übersetzer: Portraits d’hommes et de femmes illustres, du recüeil de Fulvius Ursinus. Cot, Paris 1720 (Digitalisat).